# Championnat du monde de Formule 1 1997
Navigation
1996 1998

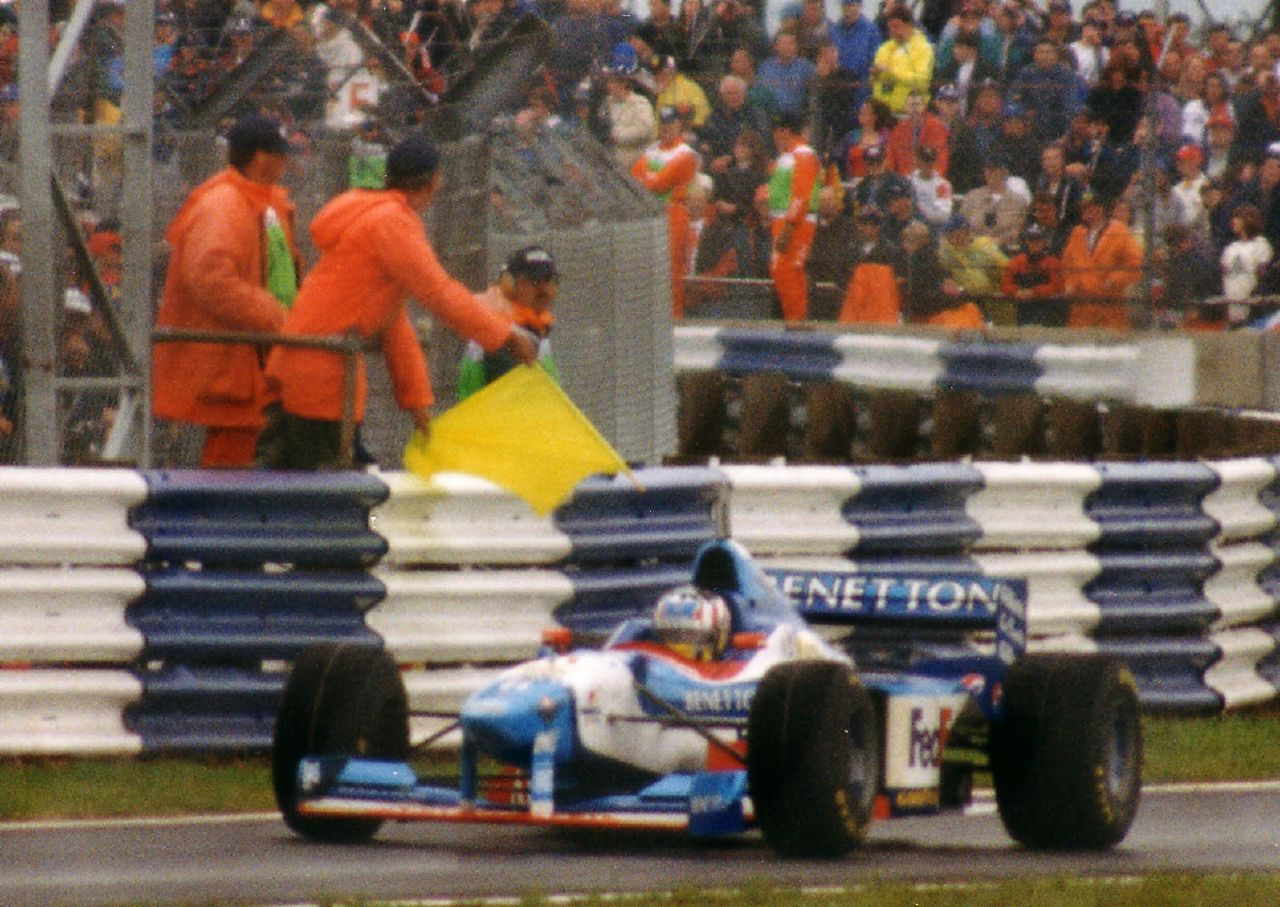
Alexander Wurz, pilote débutant sur Benetton à Silverstone en 1997

Le championnat du monde de Formule 1 1997 est remporté par le Canadien Jacques Villeneuve sur une Williams-Renault. Williams remporte le championnat du monde des constructeurs.
Au gré de leurs victoires et contre-performances respectives, Jacques Villeneuve, sur Williams-Renault, et Michael Schumacher, sur Ferrari, luttent tout au long de la saison pour le titre mondial.
Le Canadien s'impose sept fois contre cinq succès pour Schumacher, qui est toutefois en tête du classement avec un point d'avance au départ du dernier Grand Prix, à Jerez de la Frontera où, fait exceptionnel, les deux pilotes réalisent un temps identique pour la pole position en qualifications. En course, le pilote Ferrari, sur le point d'être dépassé par son rival, effectue une manœuvre anti-sportive qui se retourne contre lui : il doit abandonner alors que Villeneuve parvient à poursuivre la course et se classer troisième à l'arrivée : il remporte le championnat tandis que Schumacher est sanctionné et rayé du classement 1997.
Gerhard Berger s'impose à Hockenheim, offrant à Benetton sa vingt-septième et dernière victoire. L'écurie McLaren-Mercedes monte en puissance et obtient trois succès, avec David Coulthard et Mika Häkkinen qui remporte à Jerez le premier Grand Prix de sa carrière. La période faste de Williams s'achève avec un neuvième titre des constructeurs.

## Repères

### Pilotes
Débuts en tant que pilote-titulaire : 
- Ralf Schumacher chez Jordan.
- Shinji Nakano chez Prost.
- Jan Magnussen chez Stewart.
- Jarno Trulli chez Minardi.
- Vincenzo Sospiri chez Lola mais il ne disputa aucune course.
- Alexander Wurz chez Benetton à partir du Grand Prix du Canada. Il rendra sa place à Gerhard Berger au Grand Prix d'Allemagne.
- Norberto Fontana chez Sauber pour les Grands Prix de France, de Grande-Bretagne et d'Allemagne. Il rendra sa place à Gianni Morbidelli. Il la retrouvera pour le Grand Prix d'Europe.

 Transferts : 
- Damon Hill, champion du monde en titre, quitte Williams pour Arrows.
- Heinz-Harald Frentzen quitte Sauber pour Williams.
- Pedro Diniz quitte Ligier pour Arrows.
- Giancarlo Fisichella quitte Minardi pour Jordan.
- Rubens Barrichello quitte Jordan pour Stewart.
- Ukyo Katayama quitte Tyrrell pour Minardi.
- Jos Verstappen quitte Footwork pour Tyrrell.
- Ricardo Rosset quitte Footwork pour Lola mais il ne disputa aucune course.
- Nicola Larini quitte Ferrari pour Sauber.
- Jan Magnussen quitte McLaren pour Stewart.
- Vincenzo Sospiri quitte Benetton pour Lola mais il ne disputa aucune course.
- Gianni Morbidelli quitte Jordan pour Ferrari.

 Retraits : 
- Martin Brundle (158 GP entre 1984 et 1996)
- Andrea Montermini (20 GP entre 1994 et 1996)
- Pedro Lamy (32 GP entre 1993 et 1996)
- Giovanni Lavaggi (7 GP en 1995 et 1996)

 Transferts en cours de saison : 
- Jarno Trulli transféré de Minardi à Prost pour suppléer Olivier Panis blessé au Grand Prix du Canada. Il lui rendra sa place au Grand Prix du Luxembourg.
- Gianni Morbidelli transféré de Ferrari à Sauber en remplacement de Nicola Larini limogé.

 Retours en cours de saison : 
- Tarso Marques (2 GP en 1996) titulaire chez Minardi à partir du Grand Prix de France à la suite du départ de Jarno Trulli parti chez Prost.

 Débuts en tant que pilote d'essais : 
- Jörg Müller chez Arrows.
- Juan Pablo Montoya chez Williams.
- Alexander Wurz chez Benetton.
- Ricardo Zonta chez Jordan.
- Norberto Fontana chez Sauber.
- Toranosuke Takagi chez Tyrrell.

### Écuries
- L'écurie Stewart Grand Prix apparaît dans le championnat, profitant de l'absence de Forti Corse.
- L'écurie Lola s'inscrit au championnat mais ne prend le départ d'aucune course car ses deux voitures ne se qualifient pas pour le Grand Prix d'Australie, ce qui pousse l'écurie à déclarer forfait pour le reste du championnat.
- Ligier devient Prost Grand Prix.
- Fournitures de moteurs Yamaha pour l'écurie Arrows.
- Fournitures de moteurs Ford pour les écuries Tyrrell, Stewart et Lola.
- Fournitures de moteurs Hart pour l'écurie Minardi.
- Fournitures de moteurs Mugen-Honda pour l'écurie Prost.
- Fournitures de moteurs Petronas pour l'écurie Sauber.

### Circuits
- Apparition du Grand Prix du Luxembourg qui se déroule au Nürburgring.
- Le Grand Prix du Portugal, bien que prévu le 9 novembre à Estoril, est supprimé du calendrier[1].
- Le Grand Prix d'Europe se déroule à Jerez de la Frontera car le Nürburgring accueille le Grand Prix du Luxembourg.
- Le Grand Prix d'Autriche refait son apparition après 10 ans d'absence.

## Règlement sportif: les nouveautés
- Quota de pneus alloué par week-end : 36 pneus « sec », 28 « pluie ».
- Chaque pilote doit choisir avant le début des qualifications 28 pneus d'une seule qualité. 16 pneus dans le lot seront tirés au sort et utilisés seulement en qualification.
- En cas de problème sur sa monoplace de course, un pilote a le droit d'utiliser un « mulet » lors des essais qualificatifs.

## Règlement technique: les nouveautés
- Enregistreur de données « boîte noire » obligatoire sur toutes les monoplaces.
- Structure d'absorption des chocs arrière obligatoire, fixée à la boîte de vitesses et d'une capacité d'absorption égale

## Pilotes et monoplaces
| Écurie                               | Constructeur | Châssis | Moteur              | Pneus | no | Pilotes               | Pilotes d'essais et de réserve                                                                   |
| ------------------------------------ | ------------ | ------- | ------------------- | ----- | -- | --------------------- | ------------------------------------------------------------------------------------------------ |
| Danka Arrows Yamaha                  | Arrows       | A18     | Yamaha 3.0 V10      | B     | 1  | Damon Hill            | Jörg Müller Martin Brundle Darren Turner                                                         |
| Danka Arrows Yamaha                  | Arrows       | A18     | Yamaha 3.0 V10      | B     | 2  | Pedro Diniz           | Jörg Müller Martin Brundle Darren Turner                                                         |
| Rothmans Williams Renault            | Williams     | FW19    | Renault 3.0 V10     | G     | 3  | Jacques Villeneuve    | Jean-Christophe Boullion Juan Pablo Montoya Marc Hynes Max Wilson Nicolas Minassian Soheil Ayari |
| Rothmans Williams Renault            | Williams     | FW19    | Renault 3.0 V10     | G     | 4  | Heinz-Harald Frentzen | Jean-Christophe Boullion Juan Pablo Montoya Marc Hynes Max Wilson Nicolas Minassian Soheil Ayari |
| Scuderia Ferrari Marlboro            | Ferrari      | F310B   | Ferrari 3.0 V10     | G     | 5  | Michael Schumacher    | Luca Badoer Gianni Morbidelli Max Biaggi                                                         |
| Scuderia Ferrari Marlboro            | Ferrari      | F310B   | Ferrari 3.0 V10     | G     | 6  | Eddie Irvine          | Luca Badoer Gianni Morbidelli Max Biaggi                                                         |
| Mild Seven Benetton Renault          | Benetton     | B197    | Renault 3.0 V10     | G     | 7  | Jean Alesi            | Alexander Wurz Oliver Gavin Emanuele Pirro Martin Brundle                                        |
| Mild Seven Benetton Renault          | Benetton     | B197    | Renault 3.0 V10     | G     | 8  | Gerhard Berger        | Alexander Wurz Oliver Gavin Emanuele Pirro Martin Brundle                                        |
| Mild Seven Benetton Renault          | Benetton     | B197    | Renault 3.0 V10     | G     | 8  | Alexander Wurz        | Alexander Wurz Oliver Gavin Emanuele Pirro Martin Brundle                                        |
| West McLaren Mercedes                | McLaren      | MP4-12  | Mercedes 3.0 V10    | G     | 9  | Mika Häkkinen         | Nick Heidfeld Darren Turner Oliver Gavin                                                         |
| West McLaren Mercedes                | McLaren      | MP4-12  | Mercedes 3.0 V10    | G     | 10 | David Coulthard       | Nick Heidfeld Darren Turner Oliver Gavin                                                         |
| Benson & Hedges Total Jordan Peugeot | Jordan       | 197     | Peugeot 3.0 V10     | G     | 11 | Ralf Schumacher       | Ricardo Zonta Darren Turner Pedro de la Rosa                                                     |
| Benson & Hedges Total Jordan Peugeot | Jordan       | 197     | Peugeot 3.0 V10     | G     | 12 | Giancarlo Fisichella  | Ricardo Zonta Darren Turner Pedro de la Rosa                                                     |
| Prost Gauloises Blondes              | Prost        | JS45    | Mugen-Honda 3.0 V10 | B     | 14 | Olivier Panis         | Emmanuel Collard                                                                                 |
| Prost Gauloises Blondes              | Prost        | JS45    | Mugen-Honda 3.0 V10 | B     | 14 | Jarno Trulli          | Emmanuel Collard                                                                                 |
| Prost Gauloises Blondes              | Prost        | JS45    | Mugen-Honda 3.0 V10 | B     | 15 | Shinji Nakano         | Emmanuel Collard                                                                                 |
| Red Bull Sauber Petronas             | Sauber       | C16     | Petronas 3.0 V10    | G     | 16 | Johnny Herbert        | Norberto Fontana Michael Schumacher                                                              |
| Red Bull Sauber Petronas             | Sauber       | C16     | Petronas 3.0 V10    | G     | 17 | Nicola Larini         | Norberto Fontana Michael Schumacher                                                              |
| Red Bull Sauber Petronas             | Sauber       | C16     | Petronas 3.0 V10    | G     | 17 | Gianni Morbidelli     | Norberto Fontana Michael Schumacher                                                              |
| Red Bull Sauber Petronas             | Sauber       | C16     | Petronas 3.0 V10    | G     | 17 | Norberto Fontana      | Norberto Fontana Michael Schumacher                                                              |
| PIAA Tyrrell                         | Tyrrell      | 025     | Ford 3.0 V8         | G     | 18 | Jos Verstappen        | Toranosuke Takagi Jean-Christophe Boullion                                                       |
| PIAA Tyrrell                         | Tyrrell      | 025     | Ford 3.0 V8         | G     | 19 | Mika Salo             | Toranosuke Takagi Jean-Christophe Boullion                                                       |
| Minardi F1 Team                      | Minardi      | M197    | Hart 3.0 V8         | B     | 20 | Ukyo Katayama         | Tarso Marques Tom Kristensen Esteban Tuero Laurent Redon Luca Badoer Oliver Martini              |
| Minardi F1 Team                      | Minardi      | M197    | Hart 3.0 V8         | B     | 21 | Jarno Trulli          | Tarso Marques Tom Kristensen Esteban Tuero Laurent Redon Luca Badoer Oliver Martini              |
| Minardi F1 Team                      | Minardi      | M197    | Hart 3.0 V8         | B     | 21 | Tarso Marques         | Tarso Marques Tom Kristensen Esteban Tuero Laurent Redon Luca Badoer Oliver Martini              |
| HSBC Malaysia Stewart Ford           | Stewart      | SF01    | Ford 3.0 V10        | B     | 22 | Rubens Barrichello    | Jackie Stewart Paul Stewart                                                                      |
| HSBC Malaysia Stewart Ford           | Stewart      | SF01    | Ford 3.0 V10        | B     | 23 | Jan Magnussen         | Jackie Stewart Paul Stewart                                                                      |
| MasterCard Lola F1 Team              | Lola         | T97/30  | Ford 3.0 V8         | B     | 24 | Vincenzo Sospiri      | Andrea Montermini                                                                                |
| MasterCard Lola F1 Team              | Lola         | T97/30  | Ford 3.0 V8         | B     | 25 | Ricardo Rosset        | Andrea Montermini                                                                                |

## Résumé du championnat du monde 1997

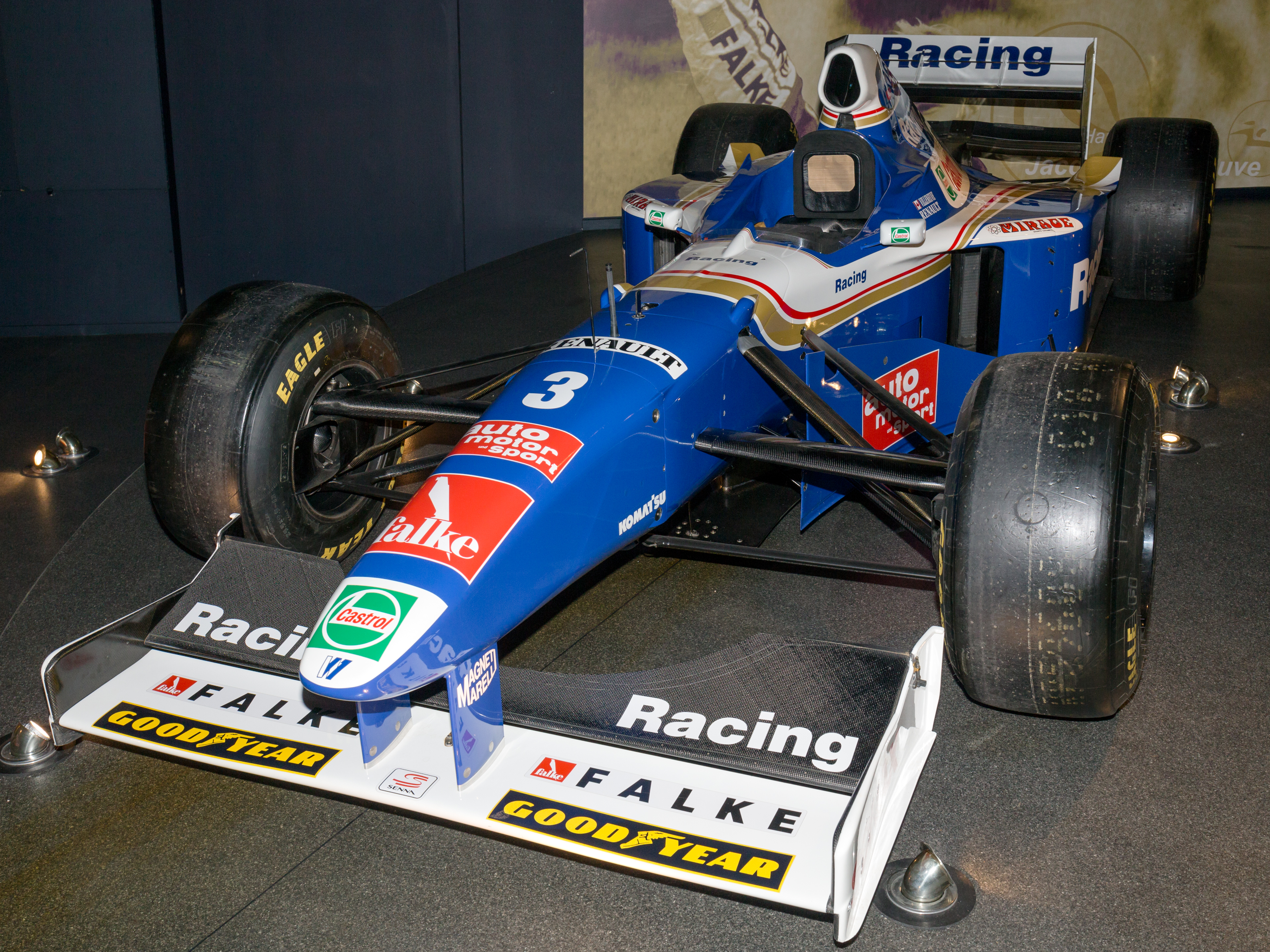
La Williams FW19 de Jacques Villeneuve

Attendu en tant que grand favori pour sa deuxième saison dans la discipline, Jacques Villeneuve déchante rapidement lors du Grand Prix d'ouverture à Melbourne. En effet, il est percuté au départ par Irvine et sa course s'achève dès le premier virage. McLaren en profite pour renouer avec le succès grâce à Coulthard, plus de trois ans après la dernière victoire de Senna, lors du Grand Prix d'Australie 1993.
Les deux manches sud-américaines sont plus conformes aux pronostics avec deux victoires pour Villeneuve et sa Williams-Renault. Ces deux manches permettent de constater la bonne tenue de la nouvelle écurie Prost qui signe, grâce à Panis, la troisième place au Brésil et une probante deuxième ligne en Argentine, due en grande partie aux gommes Bridgestone.
Michael Schumacher se fait assez discret malgré un abandon en Argentine. Benetton poursuit sa descente aux enfers et les deux jeunes pilotes Jordan (Ralf Schumacher et Giancarlo Fisichella) font grosse impression avec une empoignade musclée qui tourne à l'avantage du premier en Argentine. Quant à Damon Hill, il se traîne en fin de peloton avec sa modeste Arrows et son numéro 1.
Les ennuis ressurgissent au début de la saison européenne pour Villeneuve qui abandonne à Imola pendant que son coéquipier Frentzen, jusqu'alors décevant, signe sa première victoire en résistant à une grosse pression de Michael Schumacher.
À Monaco, l'écurie Williams prend l'eau lors d'un Grand Prix brusquement inondé juste avant le départ qui permet à Michael Schumacher de signer son premier succès de l'année. Cette épreuve est marquée par les premiers points de la nouvelle écurie Stewart grâce à la deuxième place de Rubens Barrichello, aidé par les pneus Bridgestone.
Le Grand Prix d'Espagne permet à Villeneuve de signer son troisième succès de la saison. Michael Schumacher, quatrième, ne peut rien face à Jean Alesi et face à l'association Panis-Prost-Bridgestone de plus en plus performante.
Pour Villeneuve, la dynamique se brise net lors d'un Grand Prix du Canada riche en événements. Il sort dès le deuxième tour, et Coulthard, parti pour décrocher une victoire pleine d'opportunisme grâce à une stratégie à un arrêt, tombe sur un mauvais train de pneumatiques, s'arrête une deuxième fois et cale à l'issue de ce second pit-stop. À cet instant, à l'autre bout du circuit, Panis, alors troisième au championnat, sort violemment de la piste et se brise les deux jambes. Michael Schumacher l'emporte finalement devant Alesi et Fisichella.
Le baron rouge poursuit son hégémonie sur ce championnat en se baladant en France. Mais en Grande-Bretagne, la roue tourne : alors qu'il semble avoir course perdue après un pit-stop à rallonge, Villeneuve bénéficie des abandons successifs des Ferrari de Schumacher et Irvine pour cueillir une nouvelle victoire promise à la McLaren d'Häkkinen, trahi par son moteur Mercedes. L'écurie britannique confirme de course en course sa montée en puissance, encore freinée par de gros problèmes de fiabilité.
À Silverstone, Damon Hill marque enfin son premier point en 1997 et on remarque le bon résultat des Benetton-Renault, sur le podium grâce à Alesi et au débutant Alexander Wurz, suppléant son compatriote autrichien Gerhard Berger.
Berger, absent depuis Montréal à cause d'une sinusite et du décès de son père, retrouve son volant à Hockenheim, et sur son circuit fétiche, il signe la pole position, la victoire et le meilleur tour en course : c'est la première victoire d'une Benetton depuis plus d'un an (Grand Prix du Japon 1995). Cette course est également marquée par la prestation du jeune Italien Giancarlo Fisichella, deuxième sur la grille et seul à avoir pu contester la domination de Berger. Michael Schumacher prend une excellente deuxième place pendant que Jacques Villeneuve abandonne à la suite d'une erreur alors qu'il était dans l'incapacité de venir à bout de Jarno Trulli, remplaçant de Panis chez Prost et quatrième en Allemagne.
Le Grand Prix suivant, en Hongrie, offre un des scénarios les plus surprenants et les plus cruels de l'histoire de la F1. La surprise ne vient évidemment pas de la première ligne Michael Schumacher-Jacques Villeneuve mais de la présence juste derrière eux du tenant du titre Damon Hill, ressuscité sur un circuit poussiéreux où il a toujours été à son avantage et où ses pneus Bridgestone font merveille. En course, Hill se débarrasse de Schumacher au bout de dix tours et s'envole vers une victoire aussi improbable que méritée lorsqu'il perd l'usage de la moitié de sa boîte de vitesses à deux tours de la fin. Villeneuve le rattrape dans le dernier tour et remporte un succès précieux, d'autant que Schumacher ne finit que quatrième.
À Spa, sous des trombes d'eau, Michael Schumacher passe Alesi et Villeneuve lors du premier tour de course, le départ ayant été donné sous safety car, et ne sera plus jamais inquiété. Loin derrière, Fisichella s'offre une brillante deuxième place et Villeneuve ne termine que cinquième avant de gagner une place sur tapis vert après le déclassement d'Häkkinen pour essence non conforme.
À Monza, les deux protagonistes de la saison offrent une copie bien pâle : cinquième place pour Villeneuve et sixième pour Schumacher. Le champ est libre pour Alesi et Coulthard. Le Français, poleman pour la deuxième fois de sa carrière, domine le début de course mais l'Écossais le dépasse lors de leur seul pit-stop simultané.
Avant d'aborder le Grand Prix d'Autriche sur le nouveau tracé de l'A1-Ring, Schumacher est clairement en position de force au championnat (67 points contre 57 pour Villeneuve). Cette course va offrir un scénario inattendu à commencer par sa grille de départ : si Villeneuve est en pole, on trouve Häkkinen deuxième, Trulli troisième, les Stewart de Barrichello et Magnussen cinquième et sixième, Hill septième (soit quatre Bridgestone parmi les sept premiers) tandis que Michael Schumacher n'est que neuvième. Villeneuve rate complètement son départ et Häkkinen casse son moteur dès le premier tour. Trulli, qui effectue sa dernière course avant le retour de Panis, mène très longtemps les débats, bien aidé par Barrichello, deuxième en début de course, qui ralentit considérablement l'avancée de Villeneuve. Grâce au pit-stop, Villeneuve lui chipe le commandement. Michael Schumacher remonte en troisième position mais un dépassement sur Frentzen sous drapeau jaune le contraint à une pénalité. L'Allemand ne sauvera finalement que le point de la sixième place.
À trois courses de la fin, Schumacher n'a qu'un point d'avance sur Villeneuve. Le Grand Prix du Luxembourg au Nürburgring est le parfait symbole de la réussite de Villeneuve cette année. Häkkinen, en pole, réussit parfaitement son envol et son coéquipier Coulthard vient se ranger dans son sillage tandis que Villeneuve touche son équipier Frentzen sans dommages. Il n'en est pas de même quelques mètres derrière : la grosse tension entre les deux pilotes Jordan-Peugeot, Fisichella et Ralf Schumacher, fait une victime inattendue en la personne de Michael Schumacher lorsque les deux fougueux débutants s'entrechoquent et entraînent Schumacher vers le bac à sable et l'abandon. Puis, alors que les deux pilotes McLaren dominent largement la course, Coulthard casse son moteur à vingt tours de l'arrivée ce qui permet à Villeneuve de se retrouver deuxième. Un tour plus tard, c'est le moteur d'Häkkinen qui cède et permet à Jacques Villeneuve de franchir la ligne d'arrivée en vainqueur avec neuf points d'avance au championnat à la clé. Derrière, Alesi, Frentzen et Berger permettent à Renault de réaliser un quadruplé. On retrouve l'Arrows de Diniz et la Prost de Panis, de retour après son accident à Montréal, pour compléter les six premières positions.
La manche nippone tourne à la démonstration de Ferrari. Au cours de ce Grand Prix, la situation de Villeneuve s'aggrave car il est disqualifié à la suite d'un nouveau non-respect des drapeaux jaunes aux essais. L'appel interjeté par Williams étant suspensif, Villeneuve est autorisé à courir sans trop se faire d'illusions sur l'issue du recours administratif. Il décide donc d'adopter une stratégie lourde et lente afin de bloquer Schumacher et de permettre à un maximum de pilotes se trouvant derrière lui de le dépasser. Mais le coéquipier de Schumacher, Eddie Irvine, dépasse Villeneuve, puis, après les arrêts au stand, bloque habilement le Canadien pour permettre à Schumacher de dépasser les deux voitures d'un coup : l'Allemand remporte son cinquième succès de la saison. Derrière, Villeneuve a évidemment sombré et termine cinquième avant d'être finalement disqualifié. À l'entame du dernier Grand Prix, un point sépare le double champion du monde et Villeneuve (78 à 77).
C'est en outsider que Villeneuve aborde la dernière course de la saison à Jerez en Espagne. En qualifications, Villeneuve, Schumacher et Frentzen réalisent un temps identique au millième près (1:21.072). L'ordre d'établissement des chronos offre la pole effective à Villeneuve mais il n'en profite pas et Schumacher prend le dessus au départ. Frentzen est alors envoyé en lièvre pour tenter de rattraper le Baron rouge mais n'y parvient pas et se range derrière son coéquipier pour bouchonner les autres concurrents afin que son chef de file ne soit pas gêné par le trafic après ses arrêts au stand. Le duel Michael Schumacher-Villeneuve tient toutes ses promesses, l'écart entre les deux n'excédant jamais cinq secondes et se réduisant progressivement après les premiers arrêts au stand. Après le second et ultime pit-stop, Villeneuve fond sur Schumacher et tente de le dépasser dans un virage à droite : Schumacher braque son volant sur la Williams pour fermer la porte et provoque un accrochage. Mais sa manœuvre échoue et l'Allemand abandonne. Villeneuve n'est pas encore sacré : il lui faut encore terminer la course à la sixième place minimum (il serait à égalité de points mais avec plus de victoires que Schumacher, serait sacré). Il ralentit énormément en fin de course pour ménager sa monoplace accidentée et finalement cède la victoire dans les ultimes virages à la McLaren d'Häkkinen qui remporte son premier Grand Prix devant Coulthard. McLaren signe le seul doublé de la saison et Villeneuve, grâce à sa troisième place, devient champion du monde.
Au palmarès, il devance Frentzen, Coulthard et Alesi : Schumacher, à la suite de son geste anti-sportif à l'encontre de Villeneuve à Jerez, est rayé du classement mais conserve ses victoires, points, pole positions et meilleurs tours obtenus dans la saison.

## Grands Prix de la saison 1997
| no  | Date         | Grand Prix                    | Lieu                 | Vainqueur             | Écurie           | Pole position         | Record du tour        | Résumé |
| --- | ------------ | ----------------------------- | -------------------- | --------------------- | ---------------- | --------------------- | --------------------- | ------ |
| 598 | 9 mars       | Grand Prix d'Australie        | Melbourne            | David Coulthard       | McLaren-Mercedes | Jacques Villeneuve    | Heinz-Harald Frentzen | Résumé |
| 599 | 30 mars      | Grand Prix du Brésil          | Interlagos           | Jacques Villeneuve    | Williams-Renault | Jacques Villeneuve    | Jacques Villeneuve    | Résumé |
| 600 | 13 avril     | Grand Prix d'Argentine        | Buenos Aires         | Jacques Villeneuve    | Williams-Renault | Jacques Villeneuve    | Gerhard Berger        | Résumé |
| 601 | 27 avril     | Grand Prix de Saint-Marin     | Imola                | Heinz-Harald Frentzen | Williams-Renault | Jacques Villeneuve    | Heinz-Harald Frentzen | Résumé |
| 602 | 11 mai       | Grand Prix de Monaco          | Monaco               | Michael Schumacher    | Ferrari          | Heinz-Harald Frentzen | Michael Schumacher    | Résumé |
| 603 | 25 mai       | Grand Prix d'Espagne          | Barcelone            | Jacques Villeneuve    | Williams-Renault | Jacques Villeneuve    | Giancarlo Fisichella  | Résumé |
| 604 | 15 juin      | Grand Prix du Canada          | Montréal             | Michael Schumacher    | Ferrari          | Michael Schumacher    | David Coulthard       | Résumé |
| 605 | 29 juin      | Grand Prix de France          | Magny-Cours          | Michael Schumacher    | Ferrari          | Michael Schumacher    | Michael Schumacher    | Résumé |
| 606 | 13 juillet   | Grand Prix de Grande-Bretagne | Silverstone          | Jacques Villeneuve    | Williams-Renault | Jacques Villeneuve    | Michael Schumacher    | Résumé |
| 607 | 27 juillet   | Grand Prix d'Allemagne        | Hockenheim           | Gerhard Berger        | Benetton-Renault | Gerhard Berger        | Gerhard Berger        | Résumé |
| 608 | 10 août      | Grand Prix de Hongrie         | Budapest             | Jacques Villeneuve    | Williams-Renault | Michael Schumacher    | Heinz-Harald Frentzen | Résumé |
| 609 | 24 août      | Grand Prix de Belgique        | Spa-Francorchamps    | Michael Schumacher    | Ferrari          | Jacques Villeneuve    | Jacques Villeneuve    | Résumé |
| 610 | 7 septembre  | Grand Prix d'Italie           | Monza                | David Coulthard       | McLaren-Mercedes | Jean Alesi            | Mika Häkkinen         | Résumé |
| 611 | 21 septembre | Grand Prix d'Autriche         | A1-Ring              | Jacques Villeneuve    | Williams-Renault | Jacques Villeneuve    | Jacques Villeneuve    | Résumé |
| 612 | 28 septembre | Grand Prix du Luxembourg      | Nürburgring          | Jacques Villeneuve    | Williams-Renault | Mika Häkkinen         | Heinz-Harald Frentzen | Résumé |
| 613 | 12 octobre   | Grand Prix du Japon           | Suzuka               | Michael Schumacher    | Ferrari          | Jacques Villeneuve    | Heinz-Harald Frentzen | Résumé |
| 614 | 26 octobre   | Grand Prix d'Europe           | Jerez de la Frontera | Mika Häkkinen         | McLaren-Mercedes | Jacques Villeneuve    | Heinz-Harald Frentzen | Résumé |

## Classement des pilotes
| Classement | Pilote                | Points | AUS | BRA | ARG | SMA | MON | ESP | CAN | FRA | GBR | ALL | HUN | BEL | ITA | AUT | LUX | JAP | EUR |
| ---------- | --------------------- | ------ | --- | --- | --- | --- | --- | --- | --- | --- | --- | --- | --- | --- | --- | --- | --- | --- | --- |
| Champion   | Jacques Villeneuve    | 81     | -   | 10  | 10  | -   | -   | 10  | -   | 3   | 10  | -   | 10  | 2   | 2   | 10  | 10  | -   | 4   |
| 2e         | Heinz-Harald Frentzen | 42     | -   | -   | -   | 10  | -   | -   | 3   | 6   | -   | -   | -   | 4   | 4   | 4   | 4   | 6   | 1   |
| 3e         | David Coulthard       | 36     | 10  | -   | -   | -   | -   | 1   | -   | -   | 3   | -   | -   | -   | 10  | 6   | -   | -   | 6   |
| 4e         | Jean Alesi            | 36     | -   | 1   | -   | 2   | -   | 4   | 6   | 2   | 6   | 1   | -   | -   | 6   | -   | 6   | 2   | -   |
| 5e         | Gerhard Berger        | 27     | 3   | 6   | 1   | -   | -   | -   |     |     |     | 10  | -   | 1   | -   | -   | 3   | -   | 3   |
| 6e         | Mika Häkkinen         | 27     | 4   | 3   | 2   | 1   | -   | -   | -   | -   | -   | 4   | -   | -   | -   | -   | -   | 3   | 10  |
| 7e         | Eddie Irvine          | 24     | -   | -   | 6   | 4   | 4   | -   | -   | 4   | -   | -   | -   | -   | -   | -   | -   | 4   | 2   |
| 8e         | Giancarlo Fisichella  | 20     | -   | -   | -   | 3   | 1   | -   | 4   | -   | -   | -   | -   | 6   | 3   | 3   | -   | -   | -   |
| 9e         | Olivier Panis         | 16     | 2   | 4   | -   | -   | 3   | 6   | -   |     |     |     |     |     |     |     | 1   | -   | -   |
| 10e        | Johnny Herbert        | 15     | -   | -   | 3   | -   | -   | 2   | 2   | -   | -   | -   | 4   | 3   | -   | -   | -   | 1   | -   |
| 11e        | Ralf Schumacher       | 13     | -   | -   | 4   | -   | -   | -   | -   | 1   | 2   | 2   | 2   | -   | -   | 2   | -   | -   | -   |
| 12e        | Damon Hill            | 7      | -   | -   | -   | -   | -   | -   | -   | -   | 1   | -   | 6   | -   | -   | -   | -   | -   | -   |
| 13e        | Rubens Barrichello    | 6      | -   | -   | -   | -   | 6   | -   | -   | -   | -   | -   | -   | -   | -   | -   | -   | -   | -   |
| 14e        | Alexander Wurz        | 4      |     |     |     |     |     |     | -   | -   | 4   |     |     |     |     |     |     |     |     |
| 15e        | Jarno Trulli          | 3      | -   | -   | -   | -   | -   | -   | -   | -   | -   | 3   | -   | -   | -   | -   | -   | -   | -   |
| 16e        | Pedro Diniz           | 2      | -   | -   | -   | -   | -   | -   | -   | -   | -   | -   | -   | -   | -   | -   | 2   | -   | -   |
| 17e        | Mika Salo             | 2      | -   | -   | -   | -   | 2   | -   | -   | -   | -   | -   | -   | -   | -   | -   | -   | -   | -   |
| 18e        | Shinji Nakano         | 2      | -   | -   | -   | -   | -   | -   | 1   | -   | -   | -   | 1   | -   | -   | -   | -   | -   | -   |
| 19e        | Nicola Larini         | 1      | 1   | -   | -   | -   | -   |     |     |     |     |     |     |     |     |     |     |     |     |
| 20e        | Jan Magnussen         | 0      | -   | -   | -   | -   | -   | -   | -   | -   | -   | -   | -   | -   | -   | -   | -   | -   | -   |
| 21e        | Jos Verstappen        | 0      | -   | -   | -   | -   | -   | -   | -   | -   | -   | -   | -   | -   | -   | -   | -   | -   | -   |
| 22e        | Gianni Morbidelli     | 0      |     |     |     |     |     | -   | -   |     |     |     | -   | -   | -   | -   | -   | -   |     |
| 23e        | Norberto Fontana      | 0      |     |     |     |     |     |     |     | -   | -   | -   |     |     |     |     |     |     | -   |
| 24e        | Ukyo Katayama         | 0      | -   | -   | -   | -   | -   | -   | -   | -   | -   | -   | -   | -   | -   | -   | -   | -   | -   |
| 25e        | Tarso Marques         | 0      |     |     |     |     |     |     |     | -   | -   | -   | -   | -   | -   | -   | -   | -   | -   |
| Dsq*       | Michael Schumacher    | 78     | 6   | 2   | -   | 6   | 10  | 3   | 10  | 10  | -   | 6   | 3   | 10  | 1   | 1   | -   | 10  | -   |

- Le jugement du Conseil Mondial de FIA, rendu le 11 novembre 1997, disqualifie Michael Schumacher du championnat pour conduite dangereuse au Grand Prix d'Europe à Jerez. Cependant, contrairement à une disqualification classique, il conserve à son palmarès ses victoires, points, pole positions et meilleurs tours obtenus durant la saison. Aucune sanction n'est prononcée contre l'écurie qui conserve ses points et sa deuxième place au classement des constructeurs[3],[4].

## Classement des constructeurs
| Classement | Écurie            | Points | AUS | BRA | ARG | SMA | MON | ESP | CAN | FRA | GBR | ALL | HUN | BEL | ITA | AUT | LUX | JAP | EUR |
| ---------- | ----------------- | ------ | --- | --- | --- | --- | --- | --- | --- | --- | --- | --- | --- | --- | --- | --- | --- | --- | --- |
| Champion   | Williams-Renault  | 123    | -   | 10  | 10  | 10  | -   | 10  | 3   | 9   | 10  | -   | 10  | 6   | 6   | 14  | 14  | 6   | 5   |
| 2e         | Ferrari           | 102    | 6   | 2   | 6   | 10  | 14  | 3   | 10  | 14  | -   | 6   | 3   | 10  | 1   | 1   | -   | 14  | 2   |
| 3e         | Benetton-Renault  | 67     | 3   | 7   | 1   | 2   | -   | 4   | 6   | 2   | 10  | 11  | -   | 1   | 6   | -   | 9   | 2   | 3   |
| 4e         | McLaren-Mercedes  | 63     | 14  | 3   | 2   | 1   | -   | 1   | -   | -   | 3   | 4   | -   | -   | 10  | 6   | -   | 3   | 16  |
| 5e         | Jordan-Peugeot    | 33     | -   | -   | 4   | 3   | 1   | -   | 4   | 1   | 2   | 2   | 2   | 6   | 3   | 5   | -   | -   | -   |
| 6e         | Prost-Mugen-Honda | 21     | 2   | 4   | -   | -   | 3   | 6   | 1   | -   | -   | 3   | 1   | -   | -   | -   | 1   | -   | -   |
| 7e         | Sauber-Petronas   | 16     | 1   | -   | 3   | -   | -   | 2   | 2   | -   | -   | -   | 4   | 3   | -   | -   | -   | 1   | -   |
| 8e         | Arrows-Yamaha     | 9      | -   | -   | -   | -   | -   | -   | -   | -   | 1   | -   | 6   | -   | -   | -   | 2   | -   | -   |
| 9e         | Stewart-Ford      | 6      | -   | -   | -   | -   | 6   | -   | -   | -   | -   | -   | -   | -   | -   | -   | -   | -   | -   |
| 10e        | Tyrrell-Ford      | 2      | -   | -   | -   | -   | 2   | -   | -   | -   | -   | -   | -   | -   | -   | -   | -   | -   | -   |
| 11e        | Minardi-Hart      | 0      | -   | -   | -   | -   | -   | -   | -   | -   | -   | -   | -   | -   | -   | -   | -   | -   | -   |